# Ognisko Pracy Pozaszkolnej – Dom Harcerza w Toruniu
Ognisko Pracy Pozaszkolnej – Dom Harcerza w Toruniu – publiczna placówka oświatowo-wychowawcza należącą do grupy placówek wychowania pozaszkolnego. Mieści się na Rynku Staromiejskiego 7 w Pałacu Meissnerów w Toruniu.
Ognisko Pracy Pozaszkolnej – Dom Harcerza powstało 1 lutego 1987 roku. W 2014 roku pojawiły się plany przeniesienia placówki do Zespołu Szkół Technicznych przy ul. Legionów 19/25, jednak z nich zrezygnowano pod naporem protestów. Od września 2015 roku Dom Harcerza posiada cztery filie: przy Zespole Szkół Ogólnokształcących nr 2, przy Zespole Szkół nr 24, przy Zespole Szkół nr 15 i przy V Liceum Ogólnokształcącym. Od 2015 roku dyrektorem placówki jest Renata Puzdrowska.